# Epidemiología genética
La epidemiología genética es el estudio del papel de los factores genéticos en la determinación de la salud y la enfermedad en familias y poblaciones, y la interacción de dichos factores genéticos con factores ambientales. La epidemiología genética busca derivar un análisis estadístico y cuantitativo de cómo funciona la genética en grupos grandes.

## Definición
El uso del término epidemiología genética surgió a mediados de la década de 1980 como un nuevo campo científico.
En lenguaje formal, la epidemiología genética fue definida por Newton Morton, uno de los pioneros del campo, como "una ciencia que se ocupa de la etiología, distribución y control de la enfermedad en grupos de parientes y de las causas hereditarias de la enfermedad en las poblaciones". Está estrechamente relacionado con la epidemiología molecular y la genética estadística, pero estos campos superpuestos tienen énfasis, sociedades y revistas distintas.
Una definición del campo sigue de cerca la de la genética del comportamiento, definiendo la epidemiología genética como "la disciplina científica que se ocupa del análisis de la distribución familiar de los rasgos, con el fin de comprender cualquier base genética posible", y que "busca comprender ambas los factores genéticos y ambientales y cómo interactúan para producir diversas enfermedades y rasgos en los humanos". El BMJ adopta una definición similar: "La epidemiología genética es el estudio de la etiología, distribución y control de la enfermedad en grupos de parientes y de las causas hereditarias de la enfermedad en las poblaciones".

## Historia
Ya en el siglo IV a. C., Hipócrates sugirió en su ensayo "En los aires, aguas y lugares" que factores como el comportamiento y el medio ambiente pueden desempeñar un papel en la enfermedad. La epidemiología entró en una fase más sistemática con el trabajo de John Graunt, quien en 1662 trató de cuantificar la mortalidad en Londres utilizando un enfoque estadístico, tabulando varios factores que creía que desempeñaban un papel en las tasas de mortalidad. Se considera que John Snow es el padre de la epidemiología, y fue el primero en usar estadísticas para descubrir y detectar la causa de la enfermedad, específicamente los brotes de cólera en 1854 en Londres. Investigó los casos de cólera y los trazó en un mapa que identifica la causa más probable de cólera, que se demostró que eran pozos de agua contaminados.

### Historia moderna
La genética moderna comenzó sobre la base del trabajo de Gregor Mendel. Una vez que esto se hizo ampliamente conocido, provocó una revolución en los estudios de la herencia en todo el reino animal; con estudios que muestran transmisión genética y control sobre características y rasgos. Como se demostró que la variación genética afecta la enfermedad, se comenzó a trabajar en la cuantificación de los factores que afectan la enfermedad, acelerando en el siglo XX. El período transcurrido desde la Segunda Guerra Mundial vio el mayor avance del campo, con científicos como Newton Morton ayudando a formar el campo de la epidemiología genética como se lo conoce hoy en día, con la aplicación de la genética moderna al estudio estadístico de enfermedades, así como el establecimiento de estudios epidemiológicos a gran escala como el Framingham Heart Study.
En las décadas de 1960 y 1970, la epidemiología desempeñó un papel en las estrategias para la erradicación mundial de la viruela natural.

## Fundamentos
Tradicionalmente, el estudio del papel de la genética en la enfermedad progresa a través de los siguientes diseños de estudio, cada uno respondiendo una pregunta ligeramente diferente:
- Estudios de agregación familiar: ¿Hay un componente genético en la enfermedad y cuáles son las contribuciones relativas de los genes y el medio ambiente?
- Estudios de segregación: ¿Cuál es el patrón de herencia de la enfermedad (p. ej. Dominante o recesivo)?
- Estudios de ligamiento: ¿en qué parte de qué cromosoma se encuentra el gen de la enfermedad?
- Estudios de asociación: ¿Qué alelo de qué gen está asociado con la enfermedad?

Este enfoque tradicional ha demostrado ser muy exitoso en la identificación de trastornos monogénicos y en la localización de los genes responsables.
Más recientemente, el alcance de la epidemiología genética se ha expandido para incluir enfermedades comunes para las cuales muchos genes hacen una contribución menor (trastornos poligénicos, multifactoriales o multigénicos). Esto se ha desarrollado rápidamente en la primera década del siglo 21 después de la finalización del Proyecto Genoma Humano, como los avances en la genotipificación de la tecnología y la reducción de los costos asociados ha hecho posible llevar a cabo a gran escala estudios de asociación de genoma completo que genotipifican muchos miles de polimorfismos de nucleótido único en miles de individuos. Esto ha llevado al descubrimiento de muchos polimorfismos genéticos que influyen en el riesgo de desarrollar muchas enfermedades comunes. La epidemiología genética también puede verse sesgada por la presencia de presiones evolutivas que inducen una selección negativa durante la evolución molecular. Esta selección negativa puede determinarse rastreando la asimetría de la distribución de mutaciones con efectos supuestamente severos en comparación con la distribución de mutaciones con efecto supuestamente leve o ausente.

## Enfoques
La investigación epidemiológica genética sigue 3 pasos discretos, según lo descrito por M.Tevfik Dorak:
1. Establecer que hay un componente genético en el trastorno.
2. Establecer el tamaño relativo de ese efecto genético en relación con otras fuentes de variación en el riesgo de enfermedad (efectos ambientales como el ambiente intrauterino, efectos físicos y químicos, así como aspectos conductuales y sociales).
3. Identificación de los genes responsables del componente genético.

Estas metodologías de investigación pueden evaluarse a través de estudios familiares o de población.

## Otras lecturas
- Khoury, M.J.; Beaty, T.H.; Cohen, B.H. (1993). Fundamentals of genetic epidemiology. New York: Oxford University Press. ISBN 978-0-19-505288-6.
- Morton, Newton E; Chung, Chin Sik, eds. (1978). Genetic Epidemiology. New York: Academic Press. ISBN 978-0-12-508050-7.
- Morton, N.E (1997). «Genetic Epidemiology». Annals of Human Genetics 61 (1): 1-13. doi:10.1017/S0003480096005891. Consultado el 15 de junio de 2010.
- Khoury, Muin J.; Little, Julian; Burke, eds. (2003). Human Genome Epidemiology: A scientific foundation for using genetic information to improve health and prevent disease. Oxford University Press. ISBN 978-0-19-514674-5.
- Spence, M. A. (2005). «Genetic Epidemiology». Encyclopedia of Biostatistics. Wiley Interscience. ISBN 978-0470849071. doi:10.1002/0470011815.b2a05034.
- Thomas, D.C. (2004). Statistical Methods in Genetic Epidemiology. Oxford University Press. ISBN 978-0-19-515939-4.

- Teare, M.D. (2011). Genetic Epidemiology. Springer. ISBN 978-1-60327-415-9.